# Зиал-ал-Айбидин-бей
Зиял ал-Айбидин (? — 1508) — последний султан Ак-Коюнлу в Диярбакыре в 1502—1508 годах.

## Биография
Происходил из рода Ак-Коюнлу. Сын султана Ак-Коюнлу Гёдек Ахмеда, правившего в 1497 году. Относительно даты рождения и начальной деятельности мало сведений. После гибели отца в 1497 году Зиял ал-Айбидин вынужден был скрываться от своих врагов в Османском государстве. В 1502 году после поражения султана Алванда-мирзы от Сефевидов Зиял ал-Айбидин сумел захватил Диярбакыр и значительную часть малоазийских владений Ак-Коюнлу.
Пытался укрепиться здесь, вел переговоры с бейликами Малой Азии и османским султаном Селимом I Явузом, однако без определенного результата. В 1508 году против него выступил персидский шах Исмаил I Сефевид. В этой войне Зейн-ал-Айбидин потерпел поражение и погиб, а его владения присоединены к Персидскому государству.